# Pernek
Pernek je naseljeno mjesto u okrugu Malacky u Bratislavskom kraju u Slovačkoj.

## Stanovništvo
| Godina:     | 1993. | 2003.   | 2013.   | 2023.   |
| ----------- | ----- | ------- | ------- | ------- |
| Broj ljudi: | 741   | 794     | 832     | 908     |
| Razlika:    |       | +7,15 % | +4,78 % | +9,13 % |

| Godina:     | 2022. | 2023.   |
| ----------- | ----- | ------- |
| Broj ljudi: | 914   | 908     |
| Razlika:    |       | -0,65 % |

Prema podatcima o broju stanovnika iz 2023. godine naselje je imalo 908 stanovnika.

## Vanjske poveznice
|  | Zajednički poslužitelj ima još gradiva o temi Pernek |

- Službena stranica naselja (sl.)